# Marcus Klausmann
Marcus Klausmann, né le 8 août 1977 à Albstadt, est un coureur cycliste allemand, spécialiste du VTT. En descente, il a notamment remporté une manche de Coupe du monde de VTT.

## Biographie
En 1991 et 1992, il est champion du monde de vélo trial dans sa catégorie d'âge (14/15 ans).
Ses plus grands succès incluent deux deuxièmes places aux mondiaux de descente juniors en 1993 et 1995, la deuxième place au classement général de la Coupe du monde de VTT de descente en 1996, la victoire sur le manche de Coupe du monde de descente de Nevegal en 1996 et un total de 15 titres de champion d'Allemagne entre 1997 et 2013.
Fin 2016, il annonce arrêter sa carrière en raison d'une arythmie cardiaque. Il a ensuite ouvert son commerce de vente de pièces pour VTT.

## Palmarès en VTT

### Championnats du monde
- Métabief 1993
  -  Médaillé d'argent de la descente juniors
- Kirchzarten 1995
  -  Médaillé d'argent  de la descente juniors
- Cairns 1996
  - 7e de la descente
- Château-d'Œx 1997
  - 4e de la descente

### Coupe du monde
Coupe du monde de descente
- 1996 : 2e du classement général, vainqueur de la manche de Nevegal, deux podiums
- 1997 : 17e du classement général, un podium
- 1998 : 8e du classement général
- 1999 : 16e du classement général, un podium

### Championnats d'Europe
- Špindlerův Mlýn 1995
  -  Médaillé de bronze de la descente juniors
- Livigno 2001
  - 8e de la descente
- Wałbrzych 2004
  - 8e de la descente
- Commezzadura 2005
  - 5e de la descente
- Caspoggio 2008
  - 7e de la descente
- Kranjska Gora 2009
  - 8e de la descente

### Championnats d'Allemagne
- Champion d'Allemagne de descente (13) : 1997, 1998, 1999, 2000, 2002, 2003, 2004, 2005, 2006, 2007, 2009, 2010 et 2013